# Schansspringen op de Olympische Winterspelen 2002

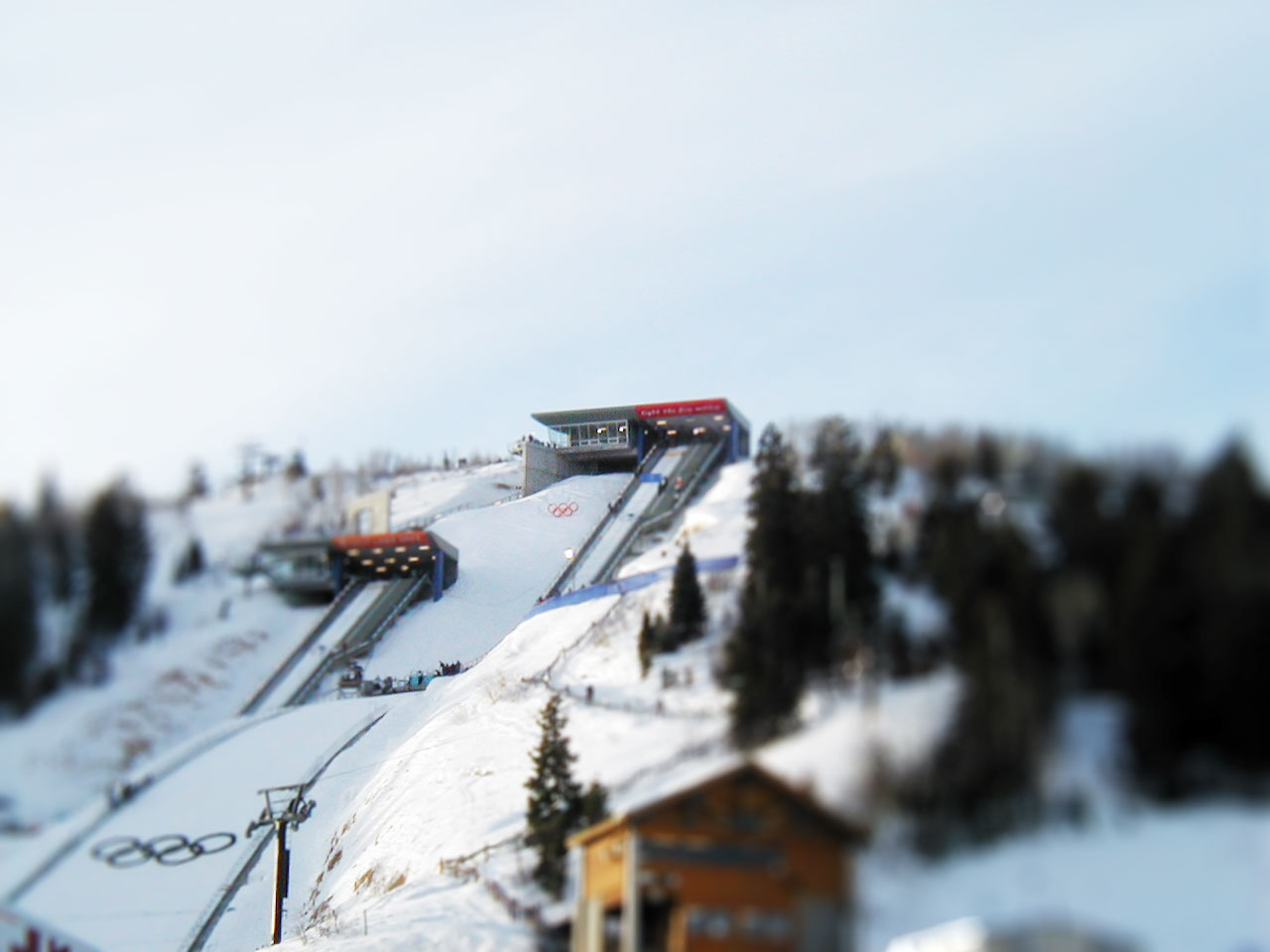
Olympische schans in Salt Lake City

Schansspringen is een van de sporten die beoefend werden tijdens de Olympische Winterspelen 2002 in Salt Lake City, Verenigde Staten. 

## Heren

### K90 Schans
| rang   | sporter(s)           | land | sprong 1 (m) | sprong 2 (m) | totaal (ptn) |
| ------ | -------------------- | ---- | ------------ | ------------ | ------------ |
| Goud   | Simon Ammann         | SUI  | 98.0         | 98.5         | 269.0        |
| Zilver | Sven Hannawald       | GER  | 97.0         | 99.0         | 267.5        |
| Brons  | Adam Małysz          | POL  | 98.5         | 98.0         | 263.0        |
| 4      | Janne Ahonen         | FIN  | 95.5         | 98.0         | 261.5        |
| 5      | Veli-Matti Lindström | FIN  | 95.0         | 95.5         | 253.0        |
| 6      | Matti Hautamäki      | FIN  | 93.0         | 97.0         | 252.5        |
| 7      | Martin Schmitt       | GER  | 94.5         | 94.5         | 250.0        |
| 8      | Michael Uhrmann      | GER  | 92.0         | 95.5         | 245.0        |

### K120 Schans
| rang   | sporter(s)        | land | sprong 1 (m) | sprong 2 (m) | totaal (ptn) |
| ------ | ----------------- | ---- | ------------ | ------------ | ------------ |
| Goud   | Simon Ammann      | SUI  | 132.5        | 133.0        | 281.4        |
| Zilver | Adam Małysz       | POL  | 131.0        | 128.0        | 269.7        |
| Brons  | Matti Hautamäki   | FIN  | 127.0        | 125.5        | 256.0        |
| 4      | Sven Hannawald    | GER  | 132.5        | 131.0        | 255.3        |
| 5      | Stefan Horngacher | AUT  | 125.0        | 124.0        | 247.2        |
| 6      | Andreas Küttel    | SUI  | 125.0        | 122.0        | 245.6        |
| 7      | Kazuyoshi Funaki  | JPN  | 126.5        | 121.0        | 245.5        |
| 8      | Martin Koch       | AUT  | 126.0        | 121.5        | 244.5        |

### K120 Schans Team
| rang   | sporter(s)                                                          | land | sprong 1 (m)            | sprong 2 (m)            | totaal (ptn) |
| ------ | ------------------------------------------------------------------- | ---- | ----------------------- | ----------------------- | ------------ |
| Goud   | Sven Hannawald Stephan Hocke Michael Uhrmann Martin Schmitt         | GER  | 123.0 118.5 128.0 131.5 | 120.5 119.5 125.0 123.5 | 974.1        |
| Zilver | Matti Hautamäki Veli-Matti Lindström Risto Jussilainen Janne Ahonen | FIN  | 126.0 115.0 124.5 129.0 | 125.0 116.5 126.0 125.5 | 974.0        |
| Brons  | Damjan Fras Primož Peterka Robert Kranjec Peter Žonta               | SLO  | 120.0 118.5 133.0 121.5 | 113.0 121.5 124.5 124.0 | 946.3        |
| 4      | Stefan Horngacher Andreas Widhölzl Wolfgang Loitzl Martin Höllwarth | AUT  | 121.0 120.0 123.0 121.5 | 115.5 117.0 122.5 123.0 | 926.8        |
| 5      | Masahiko Harada Hiroki Yamada Hideharu Miyahira Kazuyoshi Funaki    | JPN  | 119.5 111.0 125.5 126.5 | 114.5 117.5 124.5 126.0 | 926.0        |
| 6      | Robert Mateja Tomisław Tajner Tomasz Pochwała Adam Małysz           | POL  | 114.5 109.0 117.0 128.5 | 106.0 109.5 118.5 124.0 | 848.1        |
| 7      | Marco Steinauer Sylvain Freiholz Andreas Küttel Simon Ammann        | SUI  | 99.5 109.0 121.5 128.5  | 96.0 102.5 121.5 130.0  | 818.3        |
| 8      | Choi Heung-Chul Choi Yong-Jik Kim Hyun-Ki Kang Chil-Gu              | KOR  | 112.5 111.0 111.5 114.5 | 115.5 110.5 107.0 122.0 | 801.6        |

## Medaillespiegel
| Plaats | Land        | NOC    | Goud | Zilver | Brons | Totaal |
| ------ | ----------- | ------ | ---- | ------ | ----- | ------ |
| 1      | Zwitserland | SUI    | 2    | 0      | 0     | 2      |
| 2      | Duitsland   | GER    | 1    | 1      | 0     | 2      |
| 3      | Finland     | FIN    | 0    | 1      | 1     | 2      |
| 3      | Polen       | POL    | 0    | 1      | 1     | 2      |
| 5      | Slovenië    | SLO    | 0    | 0      | 1     | 1      |
| Totaal | Totaal      | Totaal | 3    | 3      | 3     | 9      |